# Мясковский, Францишек Салезий
Францишек Салезий Кароль Мясковский (пол. Franciszek Salezy Miaskowski; 1739 — 14 марта 1816, Оторов) — польский государственный деятель, каштелян гнезненский (1786—1795), староста гнезненский (1775), член Постоянного совета.

## Биография
Представитель польского шляхетского рода Мясковских герба «Боньча 2». Сын подстолия познанского Каспера Мясковского (1690—1759) и его второй жены Иоганны Мальчевской (1717—1759). Братья — командор познанской командории Анджей Марцин и епископ варшавский Юзеф.
Осенью 1760 года он был назначен королевским камергером. В 1764 году, будучи членом парламента Калишского воеводства, был избирателем короля Станислава Августа Понятовского.
В 1766 году он был членом Сейма Чаплица от Познанского воеводства. Член конфедерации Адама Понинского в 1773 году. Будучи депутатом Калишского воеводства на Разделительном сейме 1773—1775 годов, он был членом делегации, выбранной под давлением дипломатов трёх разделённых стран для проведения раздела, был назначен в состав Эмфитевтической коронной комисси. 18 сентября 1773 года он подписал договоры о уступке Речью Посполитой земель, захваченных Россией, Пруссией и Австрией при Первом разделе Речи Посполитой.
Член конфедерации Анджея Мокроновского в 1776 года и член Сейма 1776 года от Конинского повета. Член Военного ведомства Постоянного совета в 1777 году.
В 1778—1789 годах Франицишек Мясковский был капитаном Национальной кавалерии. В 1778, 1786 и 1788 годах он получал фиксированное жалованье из средств российского посольства. Он был членом Конфедерации Четырехлетнего сейма. Он был в списке депутатов и сенаторов русского посланника Якова Булгакова в 1792 году, куда входил список людей, на которых русские могли рассчитывать на реконфедерацию и отмену Акта 3 мая. Он был советником Тарговицкой конфедерации от Гнезненского воеводства и советником Всеобщей коронной конфедерации в Тарговицкой конфедерации.
В 1786 году он был награжден орденом Белого Орла, а в 1776 году стал кавалером ордена Святого Станислава.

## Семья
25 ноября 1761 года Францишек Салезий Мясковский женился на Катаржине Мясковской (1741 — 30 сентября 1812), дочери сенатора Михала Феликса Мясковского (1697—1770) и Аниелы Валкновской. Их дети:
- Ян Анджей Войцех Мясковский (1762—1763)
- Михал Януарий Матеуш Мясковский (р. 1764)
- София Мясковская (1766—1837), муж с 1790 года Николай Рафал Антоний Свинарский (1754—1820)
- Анна Магдалена Мясковская (р. 1766)
- Мария Валерия Барбара Мясковская (1768—1769)
- Францишка Мясковская (1771—1817), 1-й муж с 1790 года Юзеф Кжицкий, 2-й муж с 1797 года Юзеф Мощеньский (1745—1800)
- Текла Мясковская (1776—1838).